# Hush Hush

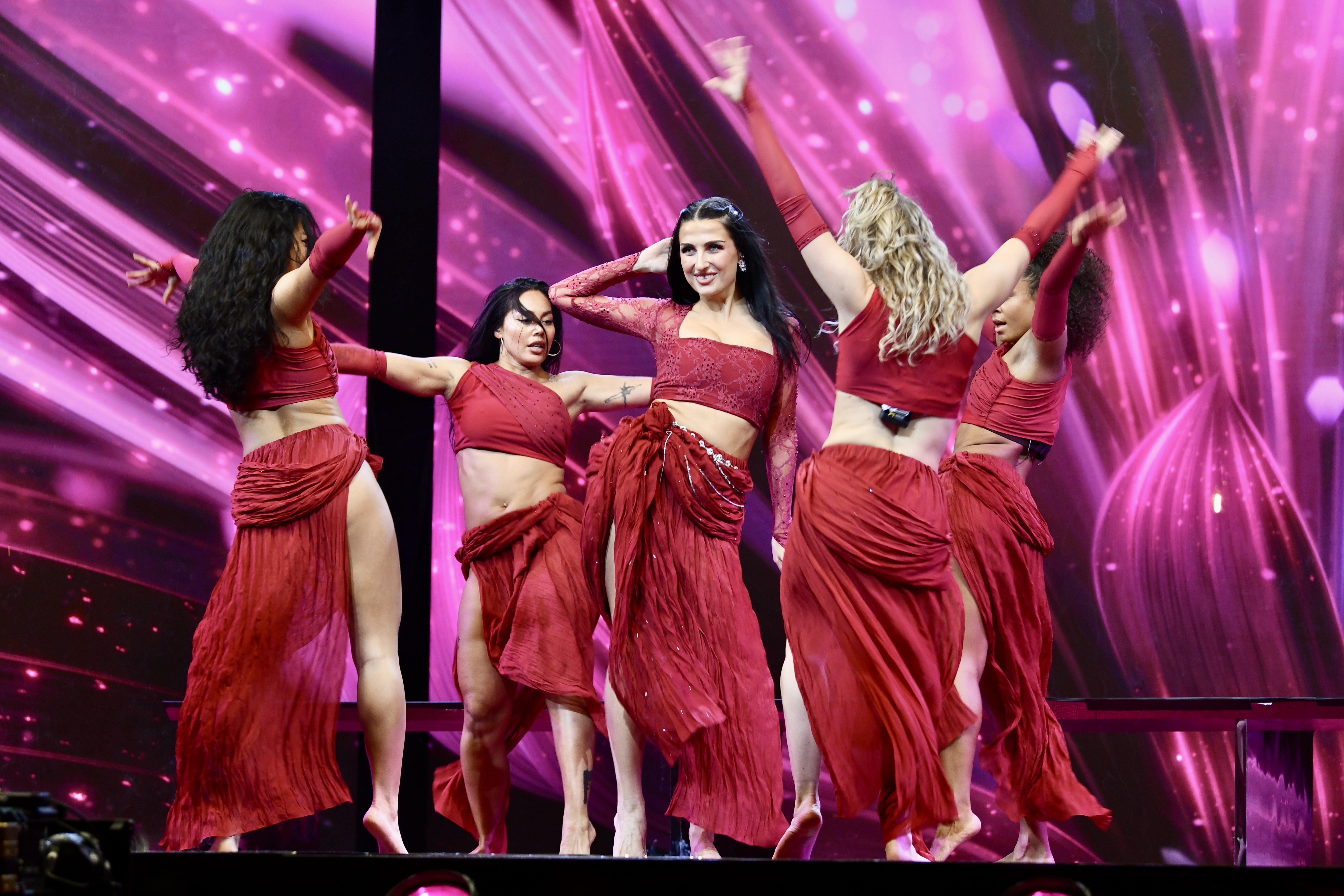
Meira Omar framför låten under deltävling 3 i Luleå.

Hush Hush är en låt framförd av Meira Omar i Melodifestivalen 2025. Låten, som deltog i den första deltävlingen, gick via finalkvalet till final där den slutade på en tionde plats.
Låten är skriven av Laurell Barker, Dino Medanhodzic, Anderz Wrethov och Omar själv.